# Toyota TS030 Hybrid
La Toyota TS030 Hybrid est le premier prototype développé par Toyota depuis la Toyota GT-One. Avec Audi et à la suite du retrait de Peugeot, le constructeur japonais devient le second constructeur automobile généraliste à s'engager dans le nouveau Championnat du monde d'endurance FIA.

## Historique

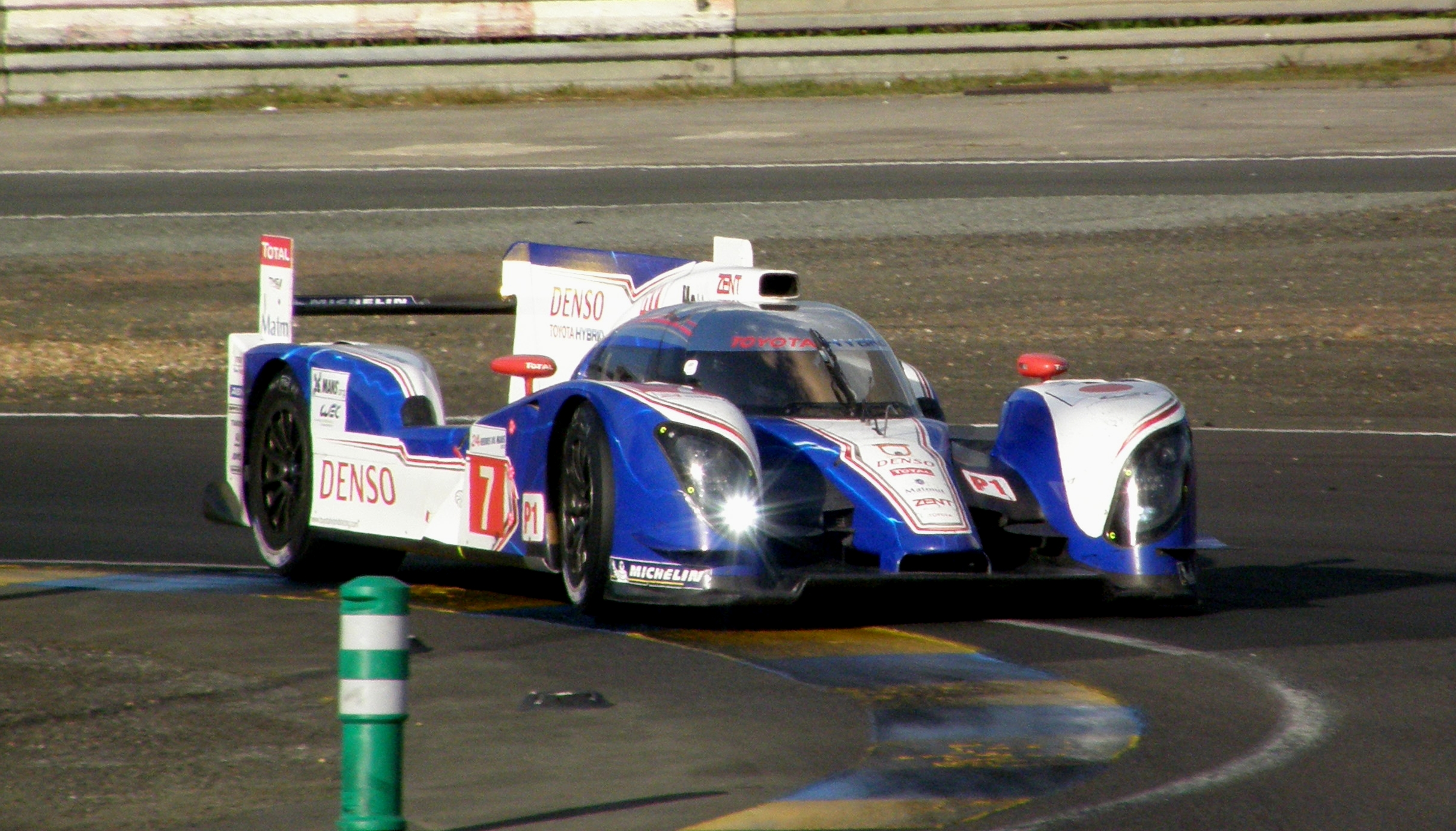
Toyota TS030 Hybrid au virage de Mulsanne au 24 heures du Mans 2012.

En 2011, le partenariat en tant que motoriste avec Rebellion Racing en Le Mans Series a été marqué par les titres constructeur et écurie et
préfigurait un investissement plus important de la marque.
L'annonce du retour en Endurance a été faite en octobre 2011. Le nouveau prototype est développé par l'entité Toyota Motorsport GmbH basée à Cologne en Allemagne et sera motorisé par un moteur hybride essence.
Quelques semaines plus tard, Oreca annonce sur son site que l'écurie a été retenue pour devenir partenaire de Toyota dans son projet. À l'image d'Audi qui engage depuis près de 10 ans des voitures par l'intermédiaire du Joest Racing, Toyota s’appuie sur l'expérience du vainqueur des 12 Heures de Sebring 2011 pour l'aider à conquérir les 24 Heures du Mans.
Aucun constructeur japonais ne s'était engagé officiellement en endurance depuis les 24 Heures du Mans 1999 où Toyota avait terminé deuxième avec la GT-One derrière BMW Motorsport et sa BMW V12 LMR. Cette année-là, la Nissan R391 de Nissan Motorsports ne terminait pas la course pour sa dernière présence officielle.
Cette nouvelle voiture a été présentée officiellement au Castellet, sur le circuit Paul Ricard, le 24 janvier 2012.
Alors que Toyota avait prévu des débuts en compétition à Spa, un accident lors d'une séance d'essais privés a contraint le constructeur japonais à ne lancer la TS030 qu'à l'occasion des 24 Heures du Mans 2012.
Lors des 24 heures du Mans 2012, aucune des deux TS030 engagées ne voient l'arrivée. La n°8 s'accroche avec une Ferrari en engagée en GTE Am et la n°7 abandonne sur problème moteur. Toutefois, les temps en qualifications, ainsi que la prestation d'ensemble des deux voitures en début de course ont laissé présager d'un potentiel certain.
Quelques semaines plus tard, dans le cadre des 6 Heures de Silverstone, en Angleterre, Toyota arrive avec un nouveau kit aérodynamique. La Toyota n°7 (l'unique engagée) se qualifie en 2e position. Elle tourne plus vite en course que les deux Audi, avec un meilleur tour en course à la clef . Mais une consommation un peu plus importante fait perdre les espoirs de victoire à Toyota lorsque la TS030 laisse passer l'Audi n°1 en effectuant un arrêt aux stands de plus que sa rivale. Plus que Jamais, Toyota dispose d'une machine à gagner, tout comme l'avait été la TS020 dit GT ONE en 1998 et 1999.
La première victoire de la voiture arrive lors des 6 Heures de São Paulo 2012 avec les pilotes Alexander Wurz et Nicolas Lapierre. La voiture obtient la pole position sur les deux Audi présente, à savoir les Audi R18 e-tron quattro et Audi R18 Ultra. Lors des 6 Heures de Bahreïn 2012, la voiture n'arrive pas à rivaliser avec les Audi, et se contente de la 3e place sur la grille et abandonne en course, laissant la troisième place à la HPD-Honda du Strakka Racing.
En 2013 les deux Toyota sont arrivées en 2e et 4e position aux 24 heures du Mans.